# Butterfly Doors
«Butterfly Doors» (рус. Двери бабочки) — песня американского рэпера Лил Памп, выпущенная 4 января 2019 года Warner Bros. Лил Памп анонсировал в социальных сетях выход трека и видео 18 декабря 2018 года, что вызвало критику за его явное использование «анти-азиатских оскорблений» и жестов, за которые он впоследствии извинился.

## История
18 декабря 2018 года Lil Pump опубликовал в социальных сетях тизер клипа. В песне есть строка «они называют меня Яо Мин, потому что мои глаза очень узкие» и «ching chong», а также Памп тянет по бокам глаза.

## Клип
Клип был выпущен одновременно с синглом 4 января 2019 года. Он был срежиссирован Беном Гриффином. В клипе Lil Pump выступает вокруг танцовщиц и нескольких автомобилей Lamborghini.

## Критика
Американская рэперша и актриса Аквафина, которая имеет китайское и южнокорейское происхождение, раскритиковала трек в Твиттере. Би-би-си сообщили, что китайские пользователи Weibo опубликовали скриншоты своих жалоб на видео Лил Пампа как «неприемлемый контент».
Китайский рэпер Li Yijie, известный как Pissy и являющийся частью спонсируемой правительством китайской рэп-группы CD Rev, выпустил «анти-Памповский» трек под названием «FXXX Lil Pump». Китайская государственная газета Global Times процитировала слова Pissy: «как рэперу мне стыдно за то, что Lil Pump исполнил в своей песне. Lil Pump, один из самых популярных рэперов США, не должен унижать дух рэпа».
Lil Pump позже извинился в видео Instagram, сказав: «Я пришёл сюда, чтобы сказать вам со своей стороны, что мне жаль, и я извиняюсь за публикацию этого. Это не входило в мои намерения причинить вред кому-либо или сделать что-то подобное, абсолютно. Потому что у меня есть азиатские кореша, знаешь, я трахаюсь со всеми».
Lil Pump выпустил песню 4 января 2019 года с удалёнными оскорбительными текстами.

## Чарты
| Чарт (2018)                                | Высшая позиция |
| ------------------------------------------ | -------------- |
| Бельгия/Фландрия (Ultratip Bubbling Under) | 30             |
| Бельгия/Валлония (Ultratip Bubbling Under) | 23             |
| Канада (Billboard Canadian Hot 100)        | 48             |
| Франция (SNEP)                             | 167            |
| Ирландия (IRMA)                            | 86             |
| Новая Зеландия (RMNZ)                      | 11             |
| Словакия (Singles Digitál Top 100)         | 68             |
| Швеция (Sverigetopplistan)                 | 20             |
| Швейцария (Schweizer Hitparade)            | 85             |
| США (Billboard Hot 100)                    | 81             |
| США (Billboard Hot R&B/Hip-Hop Songs)      | 37             |